# Dlouhá Ves (Vysočina)
Dlouhá Ves é uma comuna checa localizada na região de Vysočina, distrito de Havlíčkův Brod.